# Interne Welle
Interne Wellen sind Schwerewellen an inneren Dichtestufen in Gewässern. Niederfrequente interne Wellen werden auch als interne Gezeiten bezeichnet.
Dichtestufen können beispielsweise entstehen, wenn die Sonneneinstrahlung das Wasser in den oberen Lagen eines Meeres erwärmt, oder wenn Süßwasser von einem Fluss in ein Meer strömt (also in den sogenannten Durchmischungszonen) und sich nur an der Oberfläche verteilt. Diese Grenzflächen liegen in Meeren gewöhnlich in einer Tiefe von weniger als 100 Metern. Für Seen siehe Temperaturschichtung.

## Überblick

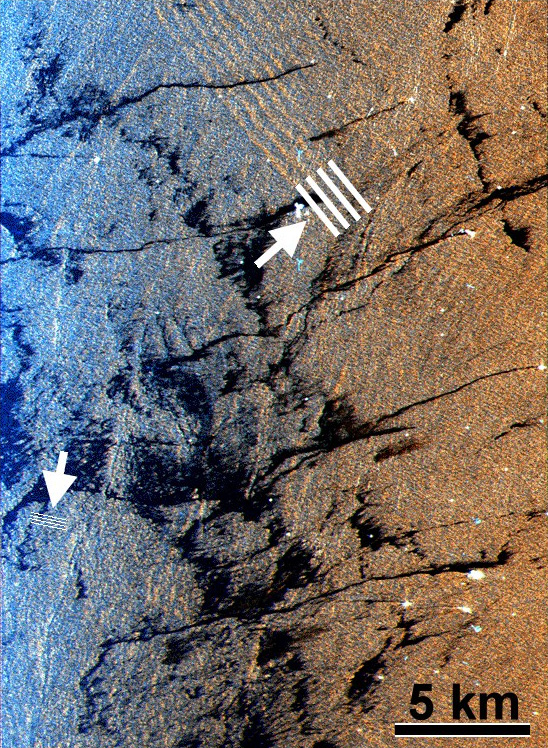
SAR-Aufnahme des Indischen Ozeans

Auf interne Wellen wurde man zuerst durch das Phänomen der so genannten Totwasser-Zonen in den Meeren aufmerksam. In der Nähe von Flussmündungen gibt es Bereiche, wo leichtes Süßwasser auf schwerem Salzwasser geschichtet ist. Fährt ein Schiff in die Zone ein, erzeugt es bei ausreichendem Tiefgang Bugwellen auf der Grenzfläche zwischen Salz- und Süßwasser. Es verliert deutlich an Fahrt, ohne dass an der Wasseroberfläche Wasserwellen zu erkennen sind.
Das SAR-Bild rechts zeigt langperiodische interne Wellen im Indischen Ozean (Wellenlänge größer als 500 Meter, oberer Pfeil), die sich an der Grenzfläche zwischen warmen und kaltem Wasser ausbilden. Obwohl das SAR praktisch nicht in das Wasser eindringt und die Wellen an der Wasseroberfläche durch Änderungen des Wasserstandes nicht in Erscheinung treten, werden die internen Wellen durch die Strömungen der Wasseroberfläche im SAR sichtbar. Die kurzperiodischen Wellen unten links sind Oberflächen-Wasserwellen.
Generell betrachtet sind interne Wellen periodische abrupte Änderungen der Wassersäule in der Vertikalen, bezogen auf Temperatur, Druck und die Salinität (Salzgehalt des Wassers). Sie können in nahezu jedem Gewässer auftreten, es müssen jedoch Schwellen bzw. Abrisskanten vorhanden sein, die einen erheblichen Einfluss auf die Strömung nehmen (zum Beispiel in Meerengen wie der Straße von Gibraltar, der Straße von Messina, oder Eingängen von Fjorden etc.).

## Auswirkungen
Interne Wellen werden für die Tatsache verantwortlich gemacht, dass die Kontinentalhänge im Mittel nur sehr flach abfallen, obwohl physikalisch auch Neigungen von 15° möglich wären. Eine alternative, umstrittene Theorie macht allein unterseeische Erdrutsche dafür verantwortlich. Die Vorgänge sind jedoch komplex, so dass zu erwarten ist, dass mehrere Faktoren miteinander wechselwirken.
Da die internen Wellen in den oberen Schichten (siehe oben) der Meere entstehen, ist es möglich davon auszugehen, dass die unteren Lagen des Kontinentalhanges nicht durch diese geformt werden. Jedoch treten auch in tieferen Lagen interne Wellen auf, denn die Dichte des Wassers nimmt beständig zu, so dass viele Grenzschichten vorliegen. Die periodischen Schwankungen des Meeresspiegels durch die Gezeiten rufen auch periodische Schwankungen bei den internen Wellen hervor, die dadurch an den Kontinentalhängen entlangschwappen (sowohl horizontal als auch vertikal; dabei werden sie an der Grenzschicht reflektiert, so dass eine Zick-Zack-Kurve entsteht). Seit den 1960er Jahren wird der Frage nachgegangen, ob diese Wellen den Ozeanboden langfristig formen können. Erste Hinweise auf diese These fand der norwegische Arktisforscher und Friedensnobelpreisträger Fridtjof Nansen bereits Ende des 19. Jahrhunderts. Es musste also untersucht werden, ob die internen Wellen stark genug sind, um Material zu verlagern.
Diese These wurde durch Experimente in Wellentanks bestätigt. Weiterhin konnten mit diesen Experimenten Vorhersagen über das Brechungsverhalten und die Ausbreitungsgeschwindigkeit der internen Wellen (siehe unten) machen. Die Existenz von internen Wellen ist auch durch Forschungs-U-Boote bewiesen worden, denn in diesen machen sie sich als Erschütterungen bemerkbar. Auf Aufnahmen ist auch zu erkennen, wie Schlamm aufgewirbelt wird. Die Ausbreitungsgeschwindigkeit der internen Wellen, die durch Gezeiten hervorgerufen werden, liegt bei bis zu 40 Zentimetern pro Sekunde. 
Von den internen Wellen wird Material vom Kontinentalhang abgetragen, wenn der Oszillationswinkel der internen Wellen (also der Winkel, in dem die Wellen an der Grenzschicht reflektiert werden) genauso groß wie die Hangneigung ist. Der Oszillationswinkel stimmt auch wirklich mit der Hangneigung überein, was die These des von internen Wellen geformten Ozeanbodens stützt.

## Ausbreitungsgeschwindigkeit
Der britische Mathematiker und Physiker George Gabriel Stokes entwickelte im Jahre 1847 die wichtige Beziehung für die Phasengeschwindigkeit {\displaystyle c} solcher Wellen bei Vorliegen einer einzelnen, scharfen Dichtestufe {\displaystyle \rho '<\rho } (Zeichen mit ' beziehen sich auf die Wasserschicht oberhalb der Grenzfläche, Zeichen ohne ' auf die Wasserschicht unterhalb der Grenzfläche):
{\displaystyle c^{4}\cdot \left(\coth {\frac {2\pi h}{\lambda }}+\coth {\frac {2\pi h'}{\lambda }}+{\frac {\rho '}{\rho }}\right)-c^{2}\cdot \left(\coth {\frac {2\pi h}{\lambda }}+\coth {\frac {2\pi h'}{\lambda }}\right)\cdot {\frac {g\cdot \lambda }{2\pi }}+\left(1-{\frac {\rho '}{\rho }}\right)\cdot \left({\frac {g\cdot \lambda }{2\pi }}\right)^{2}=0}
mit
- Wellenlänge {\displaystyle \lambda }
- Schwerebeschleunigung {\displaystyle g}
- Flüssigkeitshöhe {\displaystyle h}
- Cotangens hyperbolicus {\displaystyle \coth .}

Für diese Gleichung gibt es zwei spezielle Lösungen:
- für kurze Wellen {\displaystyle (h'<\lambda <h):}

{\displaystyle c_{1}^{2}={\frac {g\cdot \lambda }{2\pi }}} und {\displaystyle c_{2}^{2}=g\cdot h\cdot \left(1-{\frac {\rho '}{\rho }}\right)}
Darin ist c1 ist die Phasengeschwindigkeit der zugehörigen Oberflächenwelle und c2 die der internen Welle.
- für lange Wellen {\displaystyle (h+h'<\lambda ):}

{\displaystyle c_{1}^{2}=g\cdot (h+h')} und {\displaystyle c_{2}^{2}=g\cdot h\cdot {\frac {h'}{h+h'}}\cdot \left(1-{\frac {\rho '}{\rho }}\right).}
Mathematisch wurden zu ihrer Beschreibung auch die Korteweg-de-Vries-Gleichung, die Benjamin-Ono-Gleichung und die Intermediate Long Wave (ILW) Gleichung benutzt (wobei die ILW zwischen beiden extrapoliert). Sie haben Solitonenlösungen.